# ناحیه بکیلی
ناحیه بکیلی (انگلیسی: Bekily District) یک منطقهٔ مسکونی در ماداگاسکار است که در آندروی واقع شده‌است.